# Ferdinand Businger
Ferdinand Remigi Paul Oskar Businger (* 25. Januar 1839 in Stans; † 22. Juni 1909 ebenda) war ein Schweizer Politiker. Von 1883 bis 1909 gehörte er als Vertreter der Liberalen dem Regierungsrat des Kantons Nidwalden an.

## Leben
Ferdinand Businger wurde als Sohn des Arztes und Ratsherren Ludwig Businger und der Maria Anna Wagner in Stans geboren. Er besuchte dort die Primarschule und die Klosterschule. Businger studierte erst in St. Gallen und danach an der Kantonsschule Luzern, in Genf und Lausanne. Seine Ausbildung zum Ingenieur erfolgte an der ETH Zürich. Für kurze Zeit arbeitete Businger in Basel. Erster regionaler Arbeitgeber nach dem Studium war 1866 die Maschinenfabrik Bell in Kriens. Ferdinand Businger war im Kanton Nidwalden beim Bau der Strassen von Buochs nach Beckenried und bei der Verlängerung derselben von Beckenried nach Emmetten dabei. Im Jahr 1867 wurde er Gemeindeschreiber von Stans. Im Militär brachte es Businger bis zum Rang eines Geniemajors.
Auf Gemeindeebene war Ferdinand Businger zwischen 1868 und 1875 Gemeinderat und von 1883 bis 1895 Gemeindepräsident von Stans.
In der kantonalen Politik startete Businger im Jahr 1868, als er Ratsherr im Landrat wurde. An der Landsgemeinde 1883 wählte ihn das Volk in den Regierungsrat. Er gehörte der Nidwaldner Regierung bis zu seinem Tod an und war Baudirektor. Eine der Hauptaufgaben in diesem Amt waren die Verbauungen der Wildbäche in Beckenried, Buochs und Hergiswil. Zudem macht Businger im Auftrag der Regierung die Kollaudation der Strassenbahn Stans-Stansstad und der Stanserhorn-Bahn. 
Zwischen 1891 und 1909 war Ferdinand Businger in den ungeraden Jahren jeweils Landammann, in den geraden Jahren zwischen 1890 und 1908 jeweils Landesstatthalter (Stellvertreter des Landammanns). Im Justizbereich war Ferdinand Businger ab 1873 Strafhausdirektor und ab 1877 Richter (ab 1880 Kantonsrichter). 
Ferdinand Businger heiratete am 20. September 1877 in Stans die aus Wohlen im Kanton Aargau stammende Anna Isler. Aus dieser Ehe stammen vier Kinder (drei Töchter und ein Sohn). Eine Tochter starb als Kleinkind. Sein Sohn Ludwig Businger war Generalsekretär der SUVA. Ferdinand Businger war Präsident der Kommission zum Bau eines Überfalldenkmals zum Gedenken an die Schreckenstage von Nidwalden und des Bankrats der Nidwaldner Kantonalbank. Bereits sein Grossvater Franz Joseph Businger war Regierungsrat und Landammann.

## Quelle
- Neues Stammbuch. Band I, Businger, 22 (6) (Seite 17).